# Lhotky (Velké Meziříčí)
Lhotky (německy Lhotky) je vesnice, část města Velké Meziříčí v okrese Žďár nad Sázavou. Nachází se asi 3,5 km na východ od Velkého Meziříčí. V roce 2009 zde bylo evidováno 88 adres. V roce 2001 zde trvale žilo 234 obyvatel.
Lhotky leží v katastrálním území Lhotky u Velkého Meziříčí o rozloze 2,56 km2.

## Školství
- Základní škola a mateřská škola Velké Meziříčí, Lhotky